# جي بي واست-فرنسا 2021
جي بي واست-فرنسا 2021 (بالفرنسية: Bretagne Classic 2021)‏ هو سباق دراجات هوائية، وهو الموسم رقم 85 من جي بي واست-فرنسا، وأقيم في 29 أغسطس 2021، وامتدّ لمسافة 251 كيلومتر، وهو أحد سباقات طواف العالم للدراجات 2021، وشارك فيه 163 متسابقاً ووصل إلى نهايته 96 متسابقاً.
فاز فيه بالمركز الأول بينوا كوسنيفروي، وبالمركز الثاني جوليان ألافيليب، وبالمركز الثالث ميكيل فروليش أونوريه.

## الفرق
| فرق عالمية (19)- AG2R Citroën Team - Astana-Premier Tech - Bahrain Victorious - Bora-Hansgrohe - Cofidis - Deceuninck-Quick Step - EF Education-Nippo - Groupama-FDJ - Ineos Grenadiers - Intermarché-Wanty-Gobert Matériaux - Israel Start-Up Nation - Jumbo-Visma - Lotto Soudal - Movistar Team - Team BikeExchange - Team DSM - Qhubeka NextHash - Trek-Segafredo - UAE Team Emirates فرق برو (5)- Arkéa-Samsic - 2021 بي آند بي هوتيلز ‏ - ديلكو 2021 ‏ - TotalEnergies - برجس بي إتش 2021 ‏ |  |
| |  |

## التصنيف العام النهائي
| التصنيف العام         | التصنيف العام        | التصنيف العام   | التصنيف العام      | التصنيف العام     |
| العداء                | العداء               | البلد           | الفريق             | الوقت             |
| --------------------- | -------------------- | --------------- | ------------------ | ----------------- |
| 1                     | بينوا كوسنيفروي      | فرنسا           | AG2R Citroën Team  | 5 س 59 دقيقة 56 ث |
| 2                     | جوليان ألافيليب      | فرنسا           | دكونيك كويك ستب    | + 0 ث             |
| 3                     | ميكيل فروليش أونوريه | الدنمارك        | دكونيك كويك ستب    | + 3 ث             |
| 4                     | إيثان هايتر          | المملكة المتحدة | Ineos Grenadiers   | + 13 ث            |
| 5                     | كونور سويفت          | المملكة المتحدة | اركيا سامسيك       | + 13 ث            |
| 6                     | Franck Bonnamour ‏    | فرنسا           | B&B Hotels p/b KTM | + 13 ث            |
| 7                     | جاسبر ستوفين         | بلجيكا          | تريك سيغافريدو     | + 13 ث            |
| 8                     | فالنتين مادواس       | فرنسا           | Groupama-FDJ       | + 13 ث            |
| 9                     | كوينتين باشر         | فرنسا           | B&B Hotels p/b KTM | + 16 ث            |
| 10                    | جياكومو نيزولو       | إيطاليا         | Qhubeka NextHash   | + 17 ث            |
| مصدر: ProCyclingStats |                      |                 |                    |                   |

## وصلات خارجية
- الموقع الرسمي
- لمحة عن سباق جي بي واست-فرنسا 2021 على موقع  ProCyclingStats   (برو  سايكلنج  ستاتس) - إحصاءات  محترفي  الدراجات.
- جي بي واست-فرنسا 2021 على موقع إحصائيات الدراجات الإحترافية (الإنجليزية)